# Organizarea administrativă a Rusiei

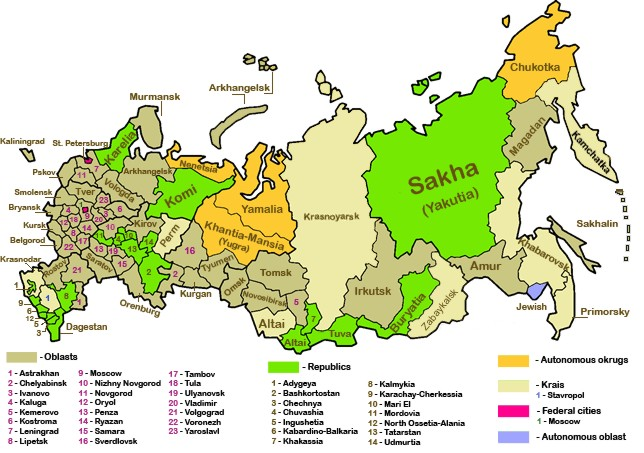
Subiectele federale ale Federaţiei Ruse

Federația Rusă este cea mai întinsă țară din lume și una dintre cele mai populate și este împărțită în mai multe tipuri de subdiviziuni, de diferite niveluri de subordonare administrativă.

## Subiectele federale
Rusia este o federație fomată din 88 de subiecte (în limba rusă: субъе́кт(ы) -  subiekt(î)). Aceste subiecte au drepturi federale egale, în sensul că au reprezentare egală – câte doi delegați fiecare – în Sovietul Federației Ruse (camera superioară a parlamentului rus). Totuși, subiectele se bucură de grade diferite de autonomie. Okrugurile (districtele) autonome, deși sunt subiecte federale de drept, sunt de asemenea parte a altor subiecte federale. Okrugul Autonom Ciukotka este singura excepție a acestei reguli.

## Subdiviziuni de rang superior

### Districtele federale (subdiviziune de rangul întâi)
Toate subiectele sunt grupate în șapte districte federale (în limba rusă: федера́льные округа́, federalnîe okruga), fiecare administrat de un funcționar numit direct de președintele Rusiei.

### Raioanele economice (subdiviziune de rangul al doilea)
În scopuri economice și statistice, subiectele federale sunt grupate în 11 raioane economice (экономи́ческие райо́ны - ekonomiceskie raionî).

## Subdiviziunile de rang inferior
Subiectele federale sunt în continuare subîmpărțite în: 

### Subdiviziuni de rangul al treilea
- Raioane (райо́н(ы) –  raion(î)).
- Orașe (города́ - goroda) și așezări de tip urban (посёлки городско́го ти́па, posiolki gorodskogo tipa) sub jurisdicția subiectelor  federale.
- Okruguri autonome (автоно́мные округа́ - avtonomnîe okruga) sub jurisdicția altor subiecte federale. Deși sunt considerate subdiviziuni de rang inferior, ele au statut federal, fiind la rândul lor subîmpărțite în etnități mai mici.

### Subdiviziuni de rangul al patrulea
- Selsoviet (сельсове́т(ы) –  selsovet(î), soviete (sfaturi) rurale).
- Orașe și așezări de tip urban sub jurisdicție raională.
- Raioane orășenești.

## Subdiviziunile administrative
| În limba rusă         | În limba română    | Echivalente la alte popoare    | Observații        |
| --------------------- | ------------------ | ------------------------------ | ----------------- |
| Губерния              | Gubernie           | Governorat                     | denumire istorică |
| Край                  | Kraină             | Teritoriu                      |                   |
| Область               | Oblast             | Provincie                      |                   |
| Автономная область    | Oblast autonom     | Provincie autonomă             |                   |
| Округ                 | Okrug              | District                       |                   |
| Автономный округ      | Okrug autonom      | District autonom               |                   |
| Федеральный округ     | Okrug federal      | District federal               |                   |
| Сельский округ        | Okrug sătesc       | District rural                 |                   |
| Военный округ         | Okrug militar      | District militar               |                   |
| Район                 | Raion              | District (regiune, sector)     |                   |
| Внутригородской район | Raion orășenesc    | District orășenesc             |                   |
| Экономический район   | Raion economic     | Regiune economică              |                   |
| Национальный район    | Raion național     | District național              |                   |
| Республика            | Republică          | Republică                      |                   |
| Автономная республика | Republică autonomă | Republică autonomă             | denumire istorică |
| Совет                 | Soviet             | Consiliu local                 | denumire istorică |
| Сельсовет             | Selsoviet          | Consiliu rural, District rural |                   |